# 기본권 제한
기본권 제한은 현대 민주주의 헌법국가에서 불가피하게 일어나는 기본권의 제한을 말한다. 대표적으로 헌법유보와 법률유보가 있다.

## 헌법유보
헌법유보는 헌법이 직접 명시적으로 기본권을 제한하는 것을 말한다. .

### 일반적 헌법유보
대표적인 예로 독일 기본법 제2조 제1항이 있다. 기본권의 내재적 한계를 확인 선언하는데 의의가 있다. 

### 개별적 헌법유보
크게 기본권내용에 관한 헌법적 제한과 기본권 주체에 대한 헌법적 제한이 있다.

##### 기본권내용에 관한 헌법적 제한
제21조 제4항의 언론 출판의 자유에 대한 제한, 제23조 제2항의 재산권행사의 공공복리적합성, 제8조 제4항의 민주적 기본질서에 위배한 정당의 해산제도 등이 있다. 

##### 기본권주체에 대한 헌법적 제한
제29조 제2항의 군인등의 국가배상청구권의 제한, 제33조 제2항의 공무원의 근로3권의 제한 등이 있다.

## 법률유보
헌법이 기본권의 제한을 직접 규정하지 아니하고 그 제한을 법률에 위임하는 경우를 말한다. 

### 일반적 법률유보
헌법 제37조 제2항은 일반적 법률유보에 해당한다.

### 개별적 법률유보
신체의 자유에 관한 헌법 제12조 제1항과 재산권에 관한 헌법 제23조 제3항이 이에 해당한다. 

## 기본권제한의 목적
헌법 제37조 제2항은 제한목적으로 국가안전보장, 질서유지, 공공복리 등을 들고 있다. 

### 국가안전보장
국가의 독립과 영토의 보전, 헌법의 법률의 규범력과 헌법기관의 유지 등 국가적 안전의 확보를 뜻한다. 

### 질서유지
사회의 평온을 유지하고, 그 평온에 대한 위험이나 해를 사전에 방지하는 일을 말한다.

### 공공복리
사회 구성원 전체에 공통되는 이익을 말한다.